# Trận Höchstädt lần thứ hai
Trận Höchstädt hay còn được gọi là trận Blindheim hoặc là trận Blenheim theo cách gọi của người Anh, diễn ra vào ngày 13 tháng 8 năm 1704, là một trận đánh lớn trong cuộc chiến tranh Kế vị Tây Ban Nha. Vua Pháp là Louis XIV đã quyết định tung một đòn quyết định vào Hoàng đế Leopold I của Đế quốc La Mã Thần thánh bằng việc tiến công Viên - kinh sư của triều đình nhà Habsburg, và nếu thắng lợi thì phe Đại Liên minh sẽ phải ký kết một Hòa ước có lợi cho nước Pháp. Thành viên lâm vào hiểm nguy: Maximilian II Emanuel, Tuyển hầu xứ Bayern và Thống chế Pháp là Ferdinand de Marsin kéo quân Bayern uy hiếp từ phía tây, và đoàn quân của Thống chế Vendôme ở miền Bắc Ý cũng có thể gây hiểm họa chết người nếu như họ tiến công nước Áo thông qua đèo Brenner. Triều đình Viên bấy giờ còn phải lo đàn áp cuộc khởi nghĩa của người Hungary do Rákóczi chỉ huy ở phía Đông. Phát hiện ra nguy hiểm, và để giảm bớt nguy hiểm đó đến thành Viên, Thống chế Anh Quốc là Công tước Marlborough đã kéo đại binh từ Bedburg về phía nam để giúp hoàng đế Leopold. Cuộc hành binh thần tốc này đã chấm dứt với cuộc hội quân giữa ông và quân Áo do Vương công Eugène de Savoie-Carignan thống lĩnh.
Trận chiến này được quyết định bằng một đòn giáng sấm sét nhằm vào trung quân của Tallard, tạo tiền đề cho quân Áo của Eugène thọc sâu vào hữu quân Pháp. Lần đầu tiên dưới triều Louis XIV, tuyến quân Pháp bị tan vỡ và cuống cuồng tháo chạy. Nhiều binh sĩ Pháp còn bị chết đuối ở con sông Donau. Sau hơn 4 tiếng đồng hồ, trận đánh tại Höchstädt lần thứ hai đã kết thúc với tổn thất nặng nề cho cả hai bên (trong đó quân Pháp bị thiệt hại nghiêm trọng hơn cả), trở thành một trong những trận đánh khốc liệt nhất trong lịch sử châu Âu thuở đó. Quân Pháp đã bị hủy diệt trong thảm bại này. Quân Bayern bị loại khỏi vòng chiến mà Pháp không thể giúp gì, thành Viên được giải nguy, và Marlborough cùng với Eugène trở thành những vị anh hùng của liên quân. khó thể can thiệp vào tình hình Nam Đức được nữa. Nhờ đó, Bayern trở thành "con mồi" cho hai nước Áo và Phổ, tạo tiền đề cho tương lai của nước Đức sau này. Nhà nước phong kiến Áo đã tồn vững, và đại thắng tại trận Höchstädt trở thành chiến thắng hoàn hảo và vinh quang nhất của Marlborough, được xem là thắng lợi bảo tồn quyền tự do của các quốc gia châu Âu và mở đầu cho sự phát triển hùng mạnh của nước Anh và còn là trận chiến định đoạt nhất của Anh Quốc tại châu Âu lục địa trước thế kỷ thứ XX. Sau chiến thắng - vốn được coi là một công tích khắc họa rõ nét lòng dũng cảm và tài thao lược của ông, thanh danh của ông rất lớn, ông trở thành người chiến binh xuất sắc nhất của châu Âu buổi ấy. Đại thắng này được xem là do ông biết làm chủ địa thế, bảo toàn binh lực và giáng đòn sấm sét, thế rồi Quốc hội Anh đã hoan nghênh ông. Bên cạnh đó, thắng lợi này cũng đưa Eugène trở thành một trong những bậc kiệt tướng của thời đại, được các thế hệ danh tướng về sau kính trọng. Chính sự trợ giúp đắc liệt của một Eugène oai hùng cho một Marlborough biết giành thế thắng, đã quyết định đại thắng cho liên quân mặc dù quân Pháp đông đảo hơn. Chiến thắng to tát của hai ông được đánh giá là một trong những đợt vận động chiến lược tuyệt mĩ nhất trong suốt bề dày lịch sử quân sự thế giới. Sau suốt bốn thập kỷ bách chiến bách thắng, quân Pháp giờ đây đã thua một trận quyết định được coi là chiến thắng lừng lẫy nhất của một vị tướng Anh trên lục địa kể từ sau trận Agincourt, khiến cho năm 1704 trở thành một năm chói lọi trong quân sử nước Anh. Qua đó, chiến thắng to lớn này không những gây mừng vui cho Nữ vương Anne nước Anh khi ấy, mà còn được xem là một trong những trận thắng vĩ đại nhất trong quân sử nhân loại, trở thành một trong những trận thắng to lớn làm nên niềm tự hào dân tộc của Anh Quốc. Đối với người Hà Lan, đây cũng là một trong những trận đánh cuối cùng mà họ đóng vai trò quan trọng.
Hơn 1 vạn tù binh Pháp (có cả nhiều tướng) trong trận thắng này nằm trong số những chiến lợi phẩm đáng nhớ nhất trong quân sử Anh Quốc. Nhiều người lính Đức gia nhập quân lực của Marlborough sau trận thắng quyết định đầu tiên đánh dấu sự suy tàn của Louis XIV này. Sau đại bại tại trận Höchstädt lần thứ hai, nước Pháp mất đất Đức, phải lùi vào thế thủ và không bao giờ có thể trở lại thế công được nữa, nghĩa là những cuộc chinh phạt của Louis XIV đã hoàn toàn chấm dứt. Thất bại này thảm hại đến mức mà Hoàng hậu Pháp không dám báo tin cho nhà vua, trong khi toàn quốc Pháp đau sầu trong một thời gian. Thắng lợi bước ngoặt này cũng gia tăng sĩ khí, quân thanh của liên quân. Dù cho Marlborough sẽ còn đạt thêm nhiều chiến thắng - cùng với đại thắng huy hoàng tại Höchstädt mang lại tiếng tăm cho lực lượng Quân đội Anh, không một trận nào trong số đó có tầm cỡ sánh ngang được với đại thắng ở Höchstädt. Trong những thắng lợi ấy, ông đã phát huy thành công của các chiến thuật của ông, mà chiến thắng ở Höchstädt được xem là một chuẩn mực. Trong khi ấy, khối Đại Liên minh được vững tồn và người Hungary mất dần ý chí khởi nghĩa chống Áo. Và, như một bước ngoặt trọng đại trong lịch sử châu Âu, trận thắng này khiến cho Pháp tiêu tan hy vọng và không thể nào mà lấn át châu Âu được, mãi cho tới thời Napoléon Bonaparte, và qua đó dần dà suy thoái. Tại Anh Quốc, dinh Blenheim đã được dựng xây như một phần thưởng dành cho vị tướng thắng trận Marborough, trong khi đại thắng của ông vẫn lôi cuốn hậu thế cho đến nay.

## Bối cảnh lịch sử
Vào năm 1704, cuộc Chiến tranh Kế vị Tây Ban Nha đã đến năm thứ tư. Năm trước là một năm thắng lợi của quân Pháp và đồng minh, nhất là ở ven sông Danube, nơi Thống chế Pháp là De Villars cùng với Tuyển hầu tước xứ Bayern đã trực tiếp đe dọa đến đế đô Viên của triều đại Habsburg. Thành viên đã được cứu vãn bởi sự bất hòa giữa hai vị chỉ huy quân Pháp, dẫn tới việc Villars tài ba bị thế chức bằng Thống chế Marsin kém năng lực hơn. Tuy nhiên, trong năm 1704, mối hiểm họa vẫn còn đó: cuộc khởi nghĩa của người Hungary do Rákóczi lãnh đạo vốn dĩ đang đe dọa miền Đông của Đế quốc, và quân Pháp dưới quyền Thống chế Vendôme' có thể sẽ tiến đánh Viên từ miền Bắc Ý. Trong các Triều đình Versailles và Madrid, người ta tin chắc là Viên sẽ sụp đổ, và khi ấy gần như chắc hẳn là Đại Liên minh.
Để ngăn ngừa liên quân chống Pháp kéo về vùng sông Danube, Thống chế Pháp là Quận công Villeroi đã dự kiến sẽ chỉ huy 46 nghìn quân chặn đánh 7 nghìn liên quân Anh-Pháp xung quanh Maastricht ở Vùng đất thấp, trong khi Tướng de Coigny đem một Quân đoàn khắc đến yểm trợ Alsace khỏi sự đột kích của liên quân. Đạo quân duy nhất hiện còn để phòng vệ kinh sư Viên là 36 nghìn binh sĩ của Vương công Ludwig xứ Baden đóngt cứ ở phòng tuyến Stollhofen để theo dõi Thống chế Tallard tại Strasbourg; ngoài ra còn có một đội quân yếu ớt bao gồm 1 vạn người dưới quyền Thống chế Bá tước Limburg Styrum đang trấn thủ vùng Ulm.
Cả Chánh sứ Đế quốc Áo tại thủ đô Luân Đôn, Bá tước Wratislaw, và Quận công Marlborough đều đã nhận thức được tình hình trên sông Danube. Tuy nhiên, do người Hà Lan cần phải bảo vệ đất nước, họ không chịu cho quân tham gia bất cứ một chiến dịch Nam tiến tham vọng nào xa đến tận sông Danube và dĩ nhiên là không thể chia rẽ bớt quân từ phần Hà Lan thuộc Tây Ban Nha.

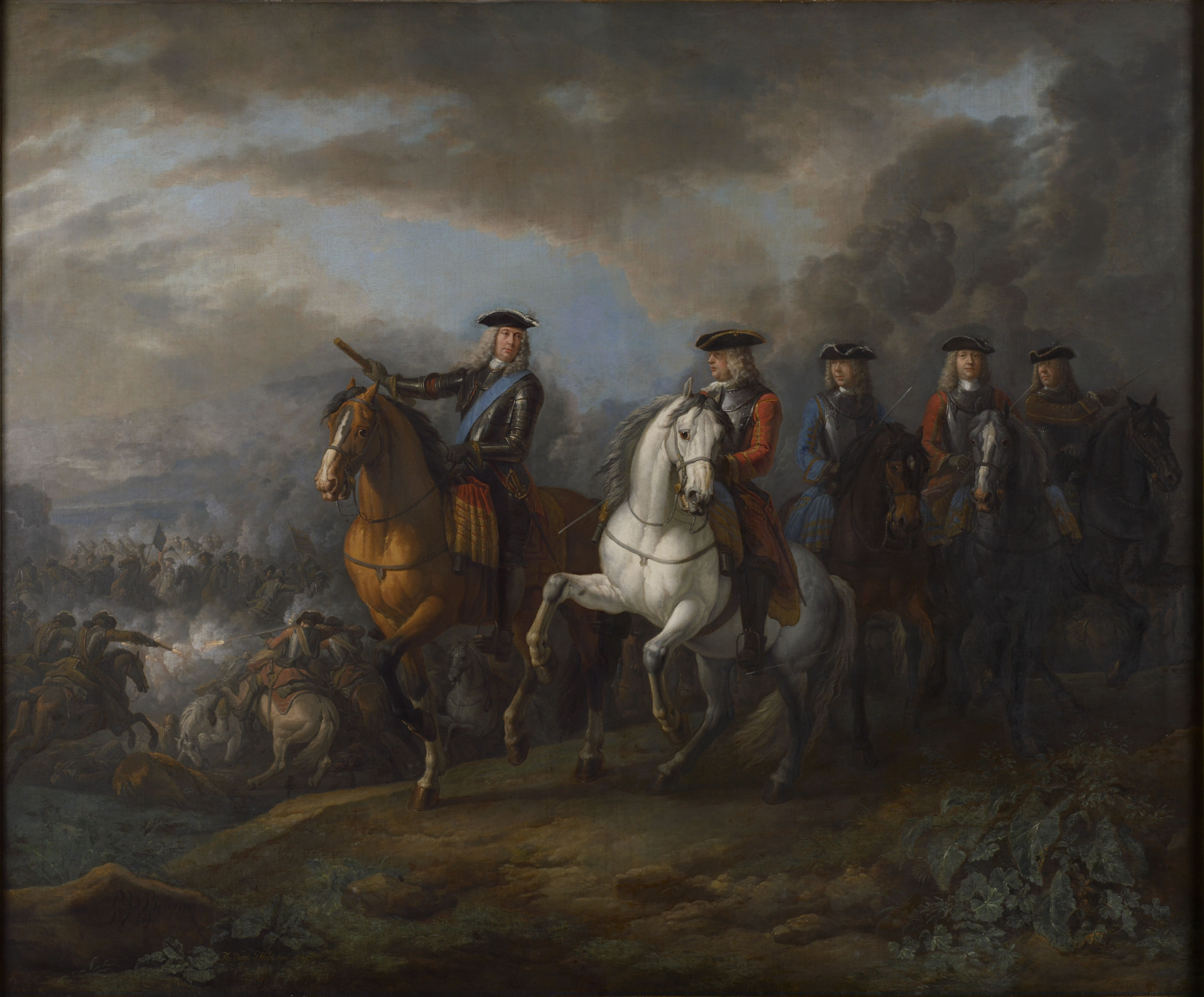
Marlborough và Cadogan trong trận Blenheim, tranh bởi Pieter van Bloemen

## Đồng phục, vũ khí và trang thiết bị
Quân đội Anh của Nữ vương Anne bao gồm kị binh cận vệ, trung đoàn kị binh, long kị binh, Bộ binh cận vệ và bộ binh. Trong thời gian chiến tranh 
Các loại hình quân đội phục vụ cho quân liên minh gồm phần lớn là quân tiêu chuẩn trên khắp châu Âu. Ngoài ra đế quốc Áo còn sở hữu số quân ko thường trực: hussars từ bosnia và hungary và Pandours từ bán đảo ban- căng.
Cận vệ và Long kị binh được trang bị súng hỏa mai ngắn và kiếm. Long kị binh thế kỉ 18 đã được hoàn thiện từ bộ binh và kị binh. Tuy nhiên họ vẫn dùng trống chứ không dùng kèn hiệu.
Bộ binh được trang bị súng hỏa mai và lưỡi lê., họ xếp thành hàng và được chỉ đạo theo nhịp trống, các đơn vị chủ yếu của tổ chức quân đội thời này là tiểu đoàn, mỗi tiểu đoàn gồm 10 đội được chỉ huy bởi đội trưởng,.
Lực lượng quân sự mạnh nhất thời kì này là quân đội Pháp của Louis XIV vua mặt trời, dưới thời của ông lực lượng quân đội Pháp đạt đến đỉnh cao
Chiến tranh kế vị Tây Ban Nha là trận chiến đầu tiên của quân đội Anh sau khi mới được tổ chức lại vào năm 1685, các trung đoàn có mặt trong cuộc chiến đều là những đội quân mạnh mẽ gồm nhiều tổ chức khác nhau: Bộ binh cận vệ, long kị binh hoàng gia, Hoàng gia Scotland, lính hỗ trợ, Hoàng gia xứ wales, cameronians và một số quân đoàn có uy tín khác.
Anh bị bỏ lại phía sau kẻ thù và đồng minh của họ về nhiều khía cạnh, không có giáo dục quân sự chính thức cho chỉ huy quân đội, năng lực đến kinh nghiệm chiến trường.
Trong khi tất cả các quân đội có các cấu trúc cấp bậc chính thức và rõ ràng thực tế và ảnh hưởng của mệnh lệnh vẫn còn chủ yếu quyết định bởi địa vị xã hội, đặc biệt là giữa quân đội của quốc gia khác nhau. Đó là một vấn đề cần giải quyết của John Churchill(công tước của Marlborough) để ông có ảnh hưởng đến các sĩ quan nước ngoài. Nhưng với tài ngoại giao và khả năng quân sự của mình, ông đã thành công. 
Đồng phục của trung đoàn Anh là bộ áo khoác dài màu đỏ, ở ve áo và cổ tay áo có những màu sắc khác nhau thể hiện các đơn vị lính trong quân đội: Màu xanh đậm cho cận vệ và trung đoàn hoàng gia; màu vàng, màu xanh lá cây, trắng hay da bò cho những đơn vị lính khác. Mỗi lính đều có thắt lưng bên phải đeo lưỡi lê hoặc kiếm bên trái là hộp đựng đạn, kị binh cưỡi ngựa được trang bị những con ngựa được huấn luyện kĩ, khỏe mạnh, họ có 1 thanh kiếm, tất cả các lính đều đội mũ khăn xếp. 
Trong thời gian chiến tranh bộ tư lệnh cung cấp súng cho đội pháo binh bằng ngựa của các nhà thầu dân sự
Đồng phục quân Pháp thời kì này là bộ áo khoác dài màu xanh, lực lượng quân đội được huấn luyện bài bản